# Dürnbach (Aurach)
Der Dürnbach ist der etwas unter 7 km lange linke Oberlauf der Aurach im Mangfallgebirge im Gebiet des Marktes Schliersee im bayerischen Landkreis Miesbach.

## Geographie

### Verlauf
Der Dürnbach entsteht auf dem Almgebiet der Freudenreichalm etwas nördlich des Wirtshauses auf der unteren Alm, fließt dann durch Wald anfangs nordwärts und später in einer Schlucht an der Nordwestseite des Bergsporn Dürnbachlüßes entlang und tritt dann in das flache Siedlungsgebiet des Ortes Neuhaus ein, den er ostwärts durchläuft. Am unteren Ortsrand fließt er mit dem von Südwesten aus einem Waldtobel am Dürnbachlüß kommenden und ebenfalls den Ort durchlaufenden Ankelbach zur Aurach zusammen, einem Leitzach-Zufluss. Der Ankelbach ist an der Länge wie am Einzugsgebiet gemessen der kleinere Oberlauf, gilt aber gleichwohl amtlich als Hauptoberlauf.
Der Dürnbach ist selbst 6,7 km lang und im Ort Neuhaus zum Hochwasserschutz stark verbaut.

### Einzugsgebiet
Der Dürnbach entwässert ein 4,6 km² großes Einzugsgebiet, das im Mangfallgebirge in den Nördlichen Kalkalpen liegt. Auf seinem Waldlauf nimmt er einige kurze Bäche und Quellabflüsse auf. An sein Einzugsgebiet grenzt im Norden das des Schliersees, der über die Schlierach in die Mangfall entwässert, im Osten das des genannten Ankelbachs, im Süden das der Brandenberger Ache, eines direkten Inn-Zuflusses, im Westen das der Rottach, die den Mangfall-Ursprung Tegernsee speist, im Nordwesten das des Schlierach-Oberlaufs. Der mit 1669 m ü. NHN höchste Punkt liegt nahe der Südspitze auf der westlichen Wasserscheide auf dem Bodenschneid.